# Denise Fabre
Denise Fabre (ur. 5 września 1942) − była francuską osobowością telewizyjną. Była prowadzącą w Konkursie Piosenki Eurowizji 1978 roku we Francji z Léon Zitrone.
Fabre urodziła się w Nicei. Rozpoczęła swoją karierę zawodową w Tele Monte Carlo. Pracowała także w France 2, a najszerzej znana jest z TF1.